# Карлинг (геоморфология)
Вижте пояснителната страница за други значения на Карлинг.
Ка̀рлинг (на немски: Karling), наричан също пирамидален връх или ледников рог, е остър високопланински връх с конусна или пирамидална форма.
Има добре оформени стръмни стени или склонове и скалисти ръбове между тях. Връхната точка също е ясно изразена. Такива върхове предлагат отлични условия за скално катерене и алпинизъм и тъкмо в Алпите, където преобладават, са се зародили тези спортове. Те са често срещани също в Карпатите, Скандинавските и Скалистите планини, Хималаите и Каракорум. България (в Рила и Пирин) е сред страните, където подобни върхове са често срещани и широко известни.

## Образуване
Карлингът се образува от екзарационната дейност на няколко съседни циркусни ледника. Първоначално, под въздействието на вътрешните земни сили, се издига куполовиден връх. През ледниковите периоди по склоновете му се образуват ледници, които деформират, оголват и свличат скалите, натрупвайки ги като морени в долините. Днес на повърхността са останали някогашните дълбоки недра на върха.
Най-често карлингите са гранитни, тъй като гранитът най-лесно се поддава на въздействието на ледниците. При други видове скали (мрамор, доломит, варовик) резултатът е по-различен и формата не е на типичен карлинг.

## Известни карлинги
- Еверест – в Хималаите, най-високият връх на Земята
- Матерхорн – в Пенинските Алпи (считан за най-красивия връх на планетата).
- Айгер и Юнгфрау – в Бернските Алпи, известни със своите внушителни северни стени.
- Финстераархорн – също в Бернските Алпи.
- Гранд Жорас – в масива Монблан, Грайски Алпи.
- Егюи д'Арв – в масива Екрен, Дофинийски Алпи.
- К2 – в Каракорум.
- Алпамайо- в Андите, Перу
- Каменица, Момин двор, Дженгал – в Пирин.
- Злия зъб – Рила
- Ломницки щит – Татри.
- Пик дьо Бугатет – Пиренеи.
- Уилбур и Кинърли Пик – в Монтана (САЩ).
- Гранд Тетон – Уайоминг (САЩ).

## Галерия
- Дженгал
- Пик дьо Бугате
- Алпамайо- в Андите, Перу
- Гранд Тетон